# Альендро, Родриго
Родриго Херман Альендро (исп. Rodrigo Germán Aliendro; род. 16 февраля 1991, Буэнос-Айрес) — аргентинский футболист, полузащитник клуба «Ривер Плейт».

## Клубная карьера

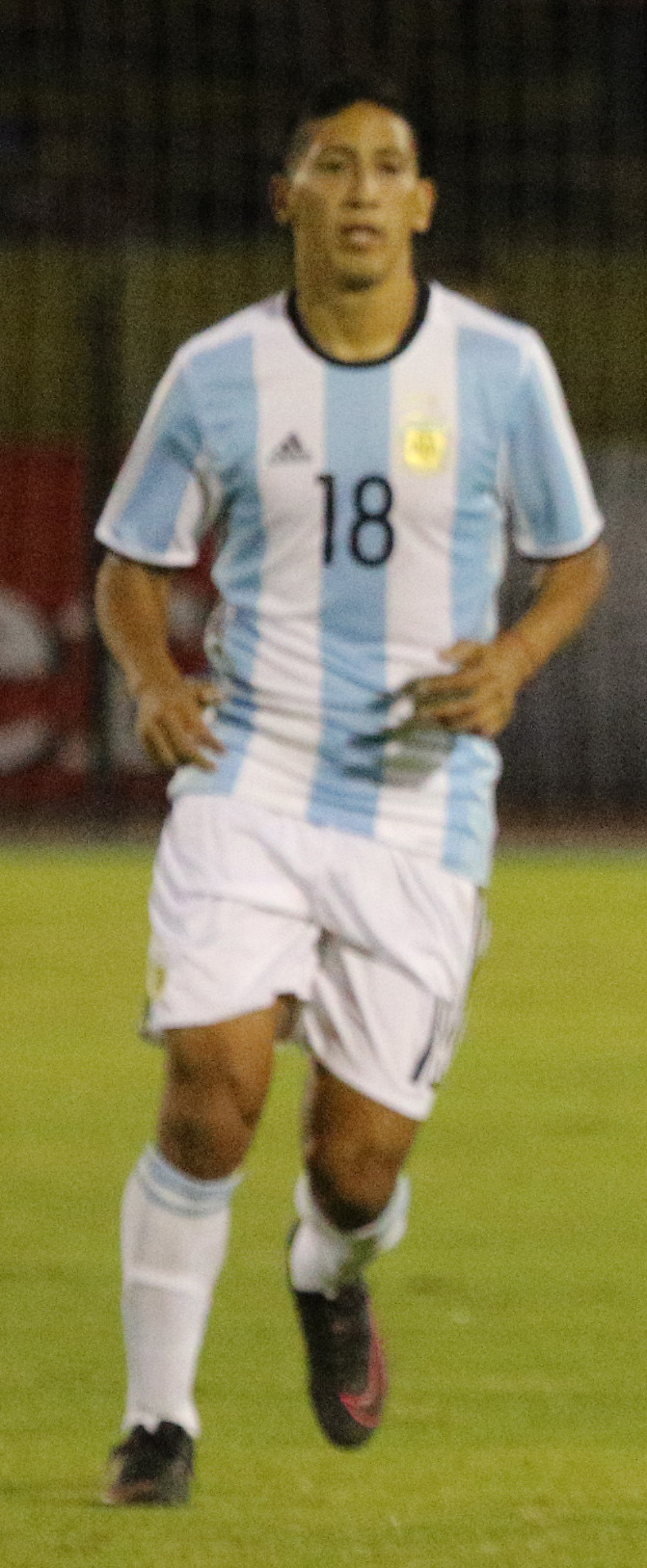
Альендро в составе «Атлетико Тукуман»

Альендро — воспитанник клуба «Чакарита Хуниорс». 15 марта 2012 года в поединке Кубка Аргентины против «Архентинос Хуниорс» Родриго дебютировал за основной состав. 20 марта в матче против «Институто» он дебютировал в Примера B Насьональ. 28 сентября 2014 года в поединке против «Депортиво Эспаньол» Родриго забил свой первый гол за «Чакарита Хуниорс». В 2016 году Альендро перешёл в «Атлетико Тукуман». 14 февраля в матче против «Бока Хуниорс» он дебютировал в аргентинской Примере. 19 марта в поединке против «Архентинос Хуниорс» Родриго забил свой первый гол за «Атлетико Тукуман». 23 февраля 2017 года в матче Кубка Либертадорес против колумбийского «Атлетико Хуниор» он забил гол.
Летом 2019 года Альендро перешёл в «Колон». 3 августа в матче против «Уракана» он дебютировал за новый клуб. 1 сентября в поединке против «Росарио Сентраль» Родриго забил свой первый гол за «Колон».
В 2022 году Альендро подписал контракт с «Ривер Плейтом». 11 июля в матче против «Годой-Крус» он дебютировал за новую команду. 14 апреля 2023 года в поединке против «Химнасии Ла-Плата» Родриго забил свой первый гол за «Ривер Плейт». В матчах Кубка Либертадорес против боливийского «Стронгеста» и перуанского Спортинг Кристал он забил по голу. В том же году Альендро стал чемпионом и завоевал Суперкубок Аргентины.

## Достижения
Клубные
 «Ривер Плейт»
- Победитель аргентинской Примеры — 2023
- Обладатель Суперкубка Аргентины — 2023